# DBSCAN
DBSCAN (là viết tắt của cụm từ tiếng Anh: density-based spatial clustering of applications with noise, tạm dịch là phân cụm không gian dựa trên mật độ các ứng dụng với nhiễu) là một thuật toán phân tích cụm do Martin Ester, Hans-Peter Kriegel, Jörg Sander và Xiaowei Xu đề xuất vào năm 1996. Đây là thuật toán phân cụm dựa theo mật độ phi tham số: với một tập các điểm đã cho trong một số không gian, thuật toán sẽ gom nhóm các điểm với nhau (các điểm có nhiều hàng xóm lân cận với bán kính cố định (fixed-radius near neighbors)) thành một nhóm, và đánh dấu là các điểm ngoại lệ nếu chúng nằm tách biệt với các điểm đã gom nhóm ở các vùng mật độ thấp (các điểm có các hàng xóm gần nhất ở khoảng cách quá xa). DBSCAN là một trong những thuật toán phân cụm phổ biến nhất và cũng được trích dẫn nhiều nhất trong các tài liệu khoa học.